# Sōtan Tanabe
Sōtan Tanabe (田邉 草民 Tanabe Sōtan?, Suginami, Tokio, 6 de abril de 1990) es un exfutbolista profesional japonés que jugaba en la demarcación de centrocampista.

## Clubes
| Club           | Temporada | Liga     | Liga  | Copa1    | Copa1 | Copa de la liga2 | Copa de la liga2 | Continental3 | Continental3 | Total    | Total |
| Club           | Temporada | Partidos | Goles | Partidos | Goles | Partidos         | Goles            | Partidos     | Goles        | Partidos | Goles |
| -------------- | --------- | -------- | ----- | -------- | ----- | ---------------- | ---------------- | ------------ | ------------ | -------- | ----- |
| F. C. Tokyo    | 2009      | 10       | 0     | 1        | 0     | 6                | 0                | -            | -            | 17       | 0     |
| F. C. Tokyo    | 2010      | 0        | 0     | 2        | 0     | 1                | 0                | -            | -            | 3        | 0     |
| F. C. Tokyo    | 2011      | 31       | 5     | 4        | 0     | -                | -                | -            | -            | 35       | 5     |
| F. C. Tokyo    | 2012      | 18       | 3     | 1        | 0     | 2                | 0                | 3            | 0            | 24       | 3     |
| F. C. Tokyo    | 2013      | 2        | 0     | 0        | 0     | 3                | 0                | -            | -            | 5        | 0     |
| F. C. Tokyo    | Total     | 61       | 8     | 8        | 0     | 12               | 0                | 3            | 0            | 84       | 8     |
| CE Sabadell FC | 2013-14   | 29       | 4     | 1        | 0     | -                | -                | -            | -            | 30       | 4     |
| CE Sabadell FC | 2014-15   | 35       | 1     | 2        | 0     | -                | -                | -            | -            | 37       | 1     |
| CE Sabadell FC | Total     | 64       | 5     | 3        | 0     | -                | -                | -            | -            | 67       | 5     |
| F. C. Tokyo    | 2016      | 24       | 1     | 2        | 0     | 4                | 1                | 4            | 0            | 34       | 2     |
| F. C. Tokyo    | 2017      | 8        | 1     | 1        | 0     | 6                | 0                | 0            | 0            | 15       | 1     |
| F. C. Tokyo    | Total     | 32       | 2     | 3        | 0     | 10               | 1                | 4            | 0            | 49       | 3     |
| Total          | Total     | 157      | 15    | 14       | 0     | 22               | 1                | 7            | 0            | 200      | 16    |

1Incluye la Copa del Emperador y la Copa del Rey.
2Incluye la Copa J. League.
3Incluye la Liga de Campeones de la AFC.

## Palmarés

### Títulos nacionales
| Título               | Club           | País  | Año  |
| -------------------- | -------------- | ----- | ---- |
| Copa J. League       | F. C. Tokyo    | Japón | 2009 |
| J. League Division 2 | F. C. Tokyo    | Japón | 2011 |
| Copa del Emperador   | F. C. Tokyo    | Japón | 2011 |
| Copa J. League       | Avispa Fukuoka | Japón | 2023 |

### Títulos internacionales
| Título           | Club        | Sede  | Año  |
| ---------------- | ----------- | ----- | ---- |
| Copa Suruga Bank | F. C. Tokyo | Tokio | 2010 |